# 藍綠肉質軟珊瑚
藍綠肉質軟珊瑚（学名：Sarcophyton glaucum）为軟珊瑚科肉質軟珊瑚屬下的一个种。